# Carl Ludwig Johann Christineck
Carl Ludwig Johann Christineck (russisch Карл Людвиг Иоанн Христинек; * 1732 oder 1733; † 1792 oder 1794) war ein russischer Porträtmaler deutscher Herkunft, dessen Werke in bedeutenden Kunstmuseen ausgestellt werden.

## Leben
Carl Christineck wurde in Russland in der Familie eines deutschen Pächters geboren, der sich in Russland angesiedelt hatte. Zeit seines Lebens arbeitete Christineck als Porträtmaler in Sankt Petersburg, wo er seine künstlerische Ausbildung erhielt und wo er Ruhm erlangte. Einer seiner Lehrer war Lucas Conrad Pfandzelt, ein deutscher Maler, Kopist, Restaurator, Sammler und Händler. Die Große russische Enzyklopädie widmet Christineck keinen Artikel, sondern erwähnt ihn nur im Artikel Живопись (deutsch Malerei). Dort wird die Zeit nach der Gründung der Kaiserlichen Kunstakademie in St. Petersburg 1757 als neue Epoche der russischen Malerei hervorgehoben: Porträts dieser Epoche zeichnen sich durch ein subtiles Eindringen in die innere Welt der Person, ihrer Geheimnisse und ihres Zaubers aus (F. S. Rokotow, C. L. J. Christineck). Einzelheiten der Biografie von Christineck sind nicht bekannt. Einiges zu seinem Leben und Werk ist in der Enzyklopädie russischer Malerei artcyclopedia.ru festgehalten.
Der junge Christineck, der seinen Vater früh verlor, wurde bei seiner Hinwendung zur Malerei von der deutschen Gemeinde in St. Petersburg unterstützt. Er habe in Übereinstimmung mit den bestehenden Kanons (leicht übertriebenes Wohlwollen, glatte Malerei, Haltung der Ausführung, Betonung der gewinnenden Elemente der Kleidung) gemalt und seine Porträts erlangten schnell Ruhm beim Adel von St. Petersburg. Im Jahre 1761 beaufsichtigte Christineck die Herstellung von Kartons in Vorbereitung für das Glasmosaik Schlacht bei Poltawa in der Werkstatt von Michail Wassiljewitsch Lomonossow. Lomonossow bemühte sich u a. um die Wiederbelebung der russischen Mosaikkunst. Christineck porträtierte vor allem den mittleren Adel, das Militär, die Intelligenz und Vertreter der deutschen Gemeinde in St. Petersburg. Unter den Modellen des Künstlers gibt es nur wenige „Prominente“ oder hohe Staatsbeamte.  Trotz der großen Popularität des Meisters unter seinen Zeitgenossen geriet er nach seinem Tod für viele Jahre fast völlig in Vergessenheit. Dennoch sind etwa hundert seiner Werke bis heute erhalten geblieben und werden in bedeutenden Museen ausgestellt.

## Zum Werk
Vermutlich zum ersten Mal in Westeuropa erwähnt Karl Heinrich von Heineken in seinem Dictionnaire des artistes, dont nous avons des estampes (Lexikon der Künstler, von denen wir Drucke haben) im Jahr 1790 den Maler Christineck aus St. Petersburg. Er vermerkt den Kupferstich eines Porträts des britischen Mediziners Thomas Dimsdale von Christineck aus dem Jahr 1769. Dimsdale war 1768 nach Russland eingeladen worden, um Katharina II. und den damals 14-Jährigen Großfürsten, ihren Sohn Paul, „gegen Pocken zu inoculieren“.
Im Jahre 1785 erhielt Christineck den Titel eines Akademiemitglieds für das „Porträt einer Mutter“. Das Porträt seiner Schwester Regina Luise hängt im Finnischen Nationalmuseum in Helsinki. Christineck malte auch Porträts nach Werken anderer Künstler. So wurde beispielsweise das Porträt von Katharina II. von 1780 nach den Originalen von Alexander Roslin und Fjodor Rokotow angefertigt.
Im Reglementbuch der Sammlungen der Kaiserlichen Akademie der Künste ist unter dem 15. Dezember 1785 verzeichnet, dass der Porträtmaler Christineck ein Porträt des beigeordneten Rektors Veldten malen solle. Tatsächlich porträtierte Christineck im Jahr 1786 Georg Friedrich Veldten (russisch Ю́рий Матве́евич Фе́льтен), den Hofarchitekten der russischen Kaiserin Katharina II.

## Familie
Christineck war in erster Ehe mit Dorothea Regina geb. Münch und in zweiter mit Dorothea Charlotte geb. Richter verheiratet. Aus der zweiten Ehe stammen die Söhne:
- Karl Nikolaus (1762–1797), Beamter[8]
- Johann, Hofbeamter[9]
- Johann Friedrich, Offizier[10]

Christineck hatte eine Schwester und einen Bruder:
- Regina Luise, auch Regina Louisa (russisch Регина-Луиза фон Фридрикс) (1735–1821), Unternehmerin[11]
- Johann Zacharias, Offizier[12]

Seine Schwester war mit dem wohlhabenden Gutsbesitzer Johann Freedericksz (1723–1779) verheiratet, dem Hofbankier von Katharina II. Aus der Ehe gingen neun Kinder hervor. Ein Nachkomme des Paars war der Politiker und enge Mitarbeiter des Zaren Nikolaus II., General der Kavallerie Graf Woldemar Freedericksz (russisch Владимир Борисович Фредерикс). Regina Luise gründete um 1773 eigenständig eine Glasfabrik. Im Gegensatz zu den Staaten Westeuropas zu dieser Zeit, in denen verheiratete Frauen unter der Schirmherrschaft ihrer Ehemänner standen, erkannte das Gesetz des Russischen Reiches ab 1753 das Recht verheirateter Frauen an, unabhängig von ihren Ehepartnern und unter ihrem eigenen Namen Eigentum zu besitzen und zu verwalten. Ihr erfolgreiches Unternehmen lieferte hochwertiges Fensterglas.

## Galerie

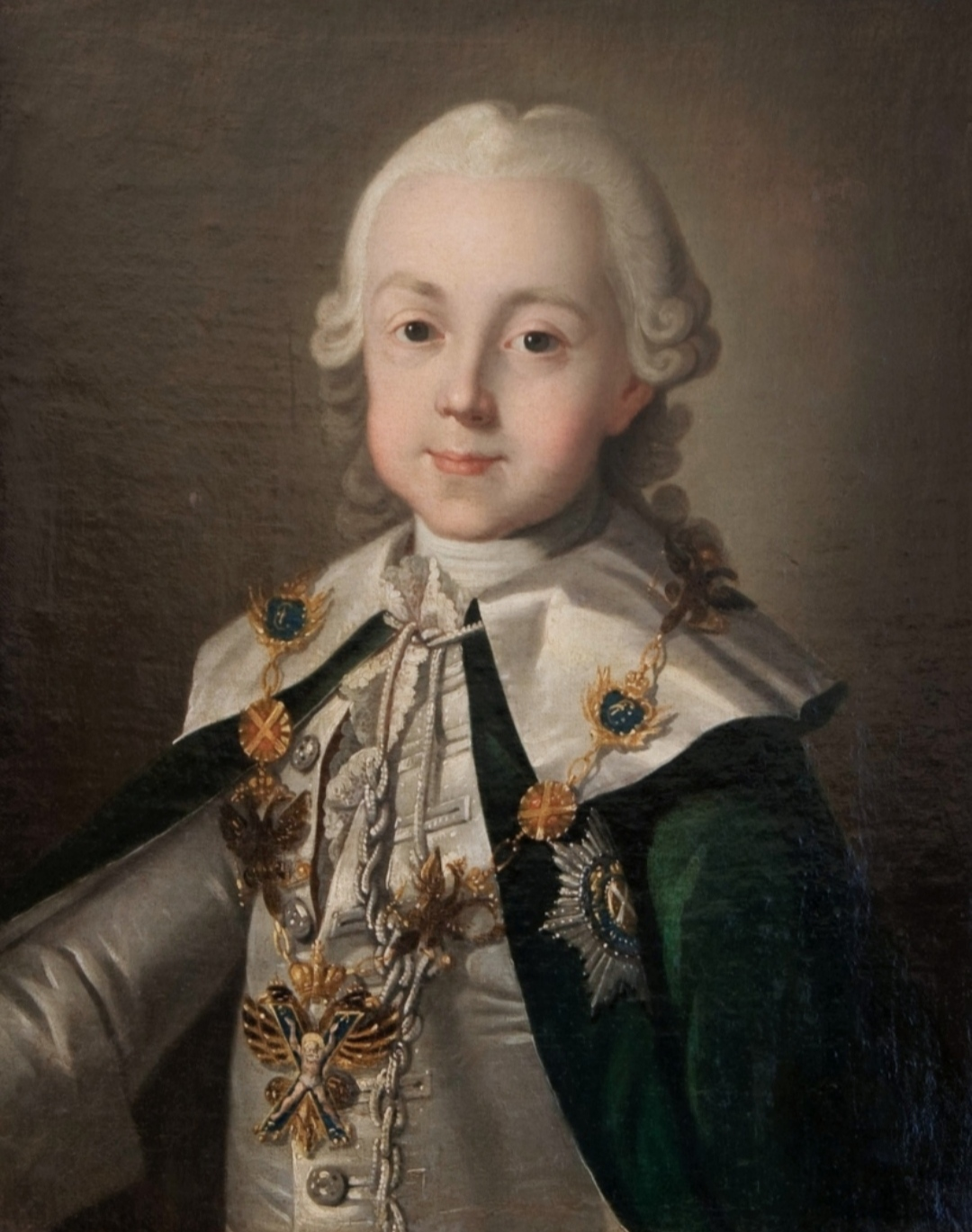
Paul I
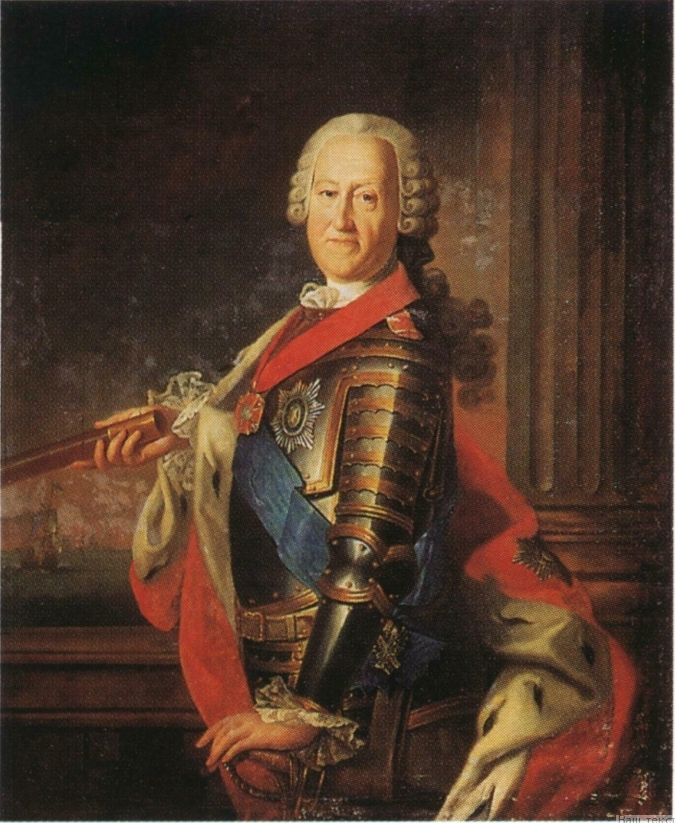
Michail Michailowitsch Golizyn (der Jüngere), 1763 (?)
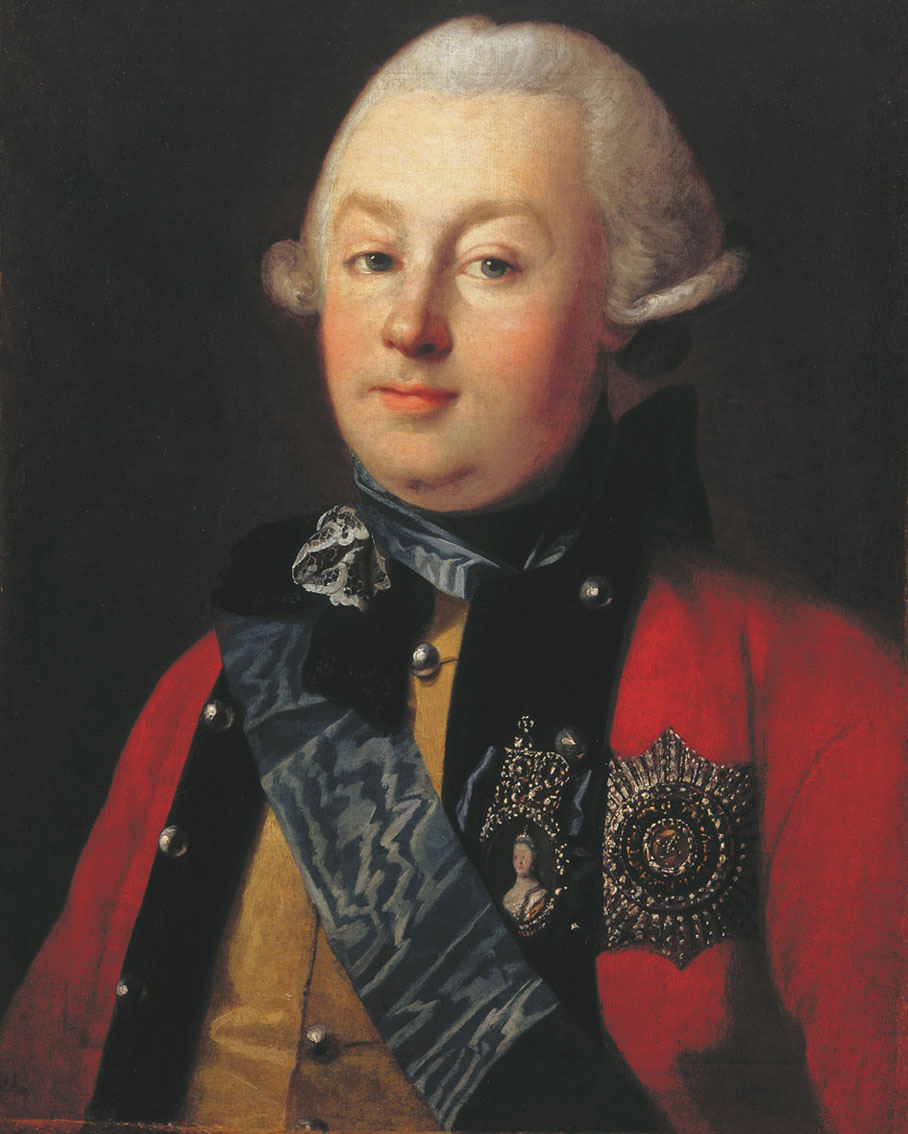
Grigori Grigorjewitsch Orlow, 1768
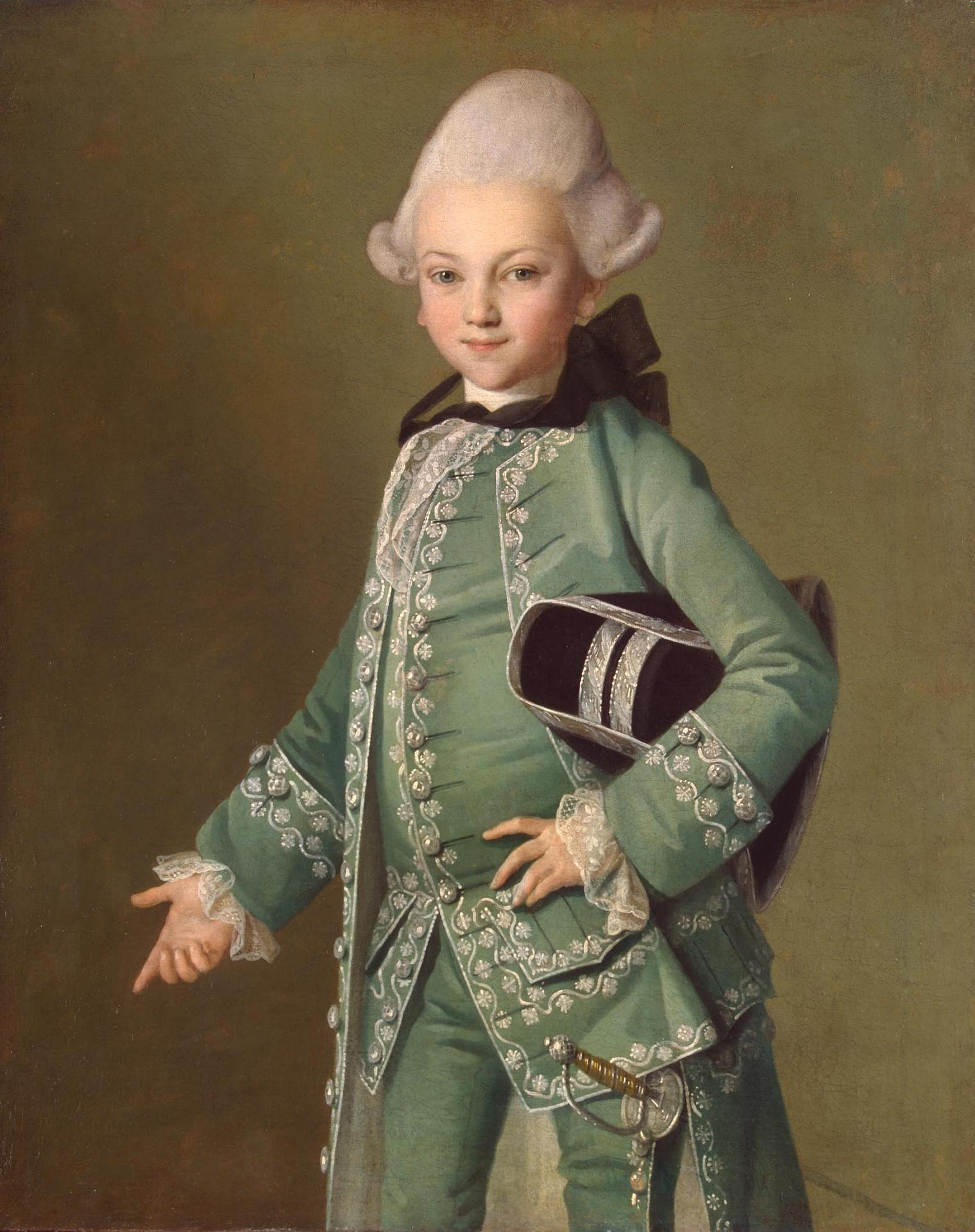
Alexei Grigorjewitsch Bobrinski, 1769
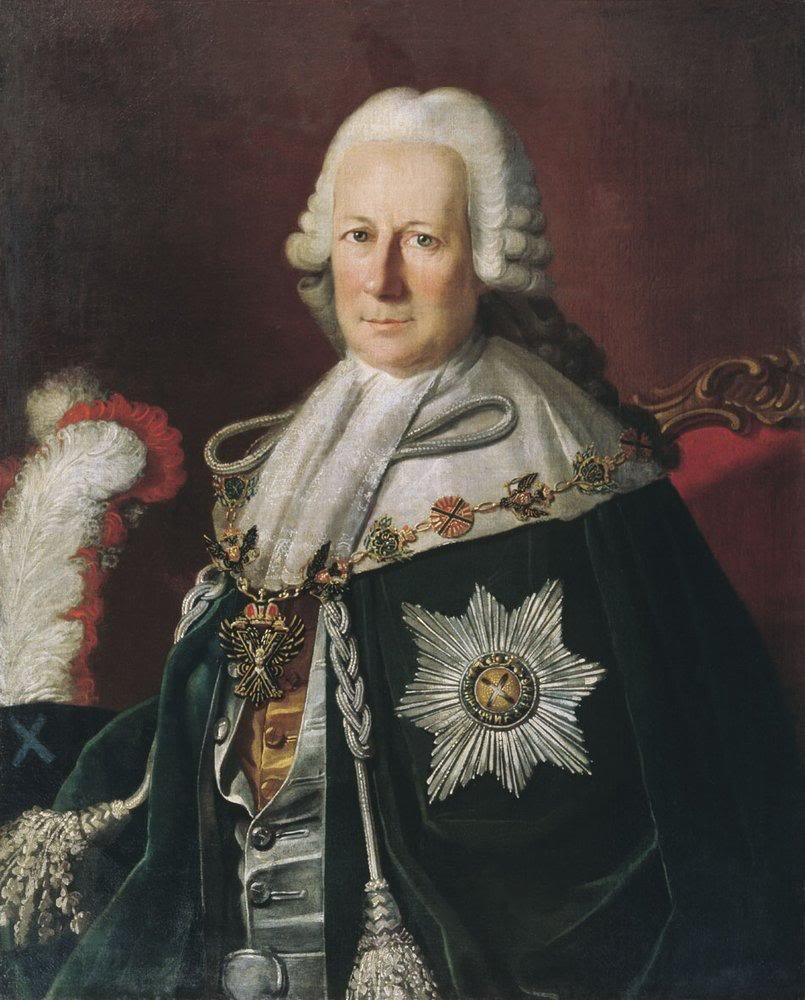
Semjon Iwanowitsch Mordwinow, Vater des Generals Nikolai Semjonowitsch Mordwinow, 1771
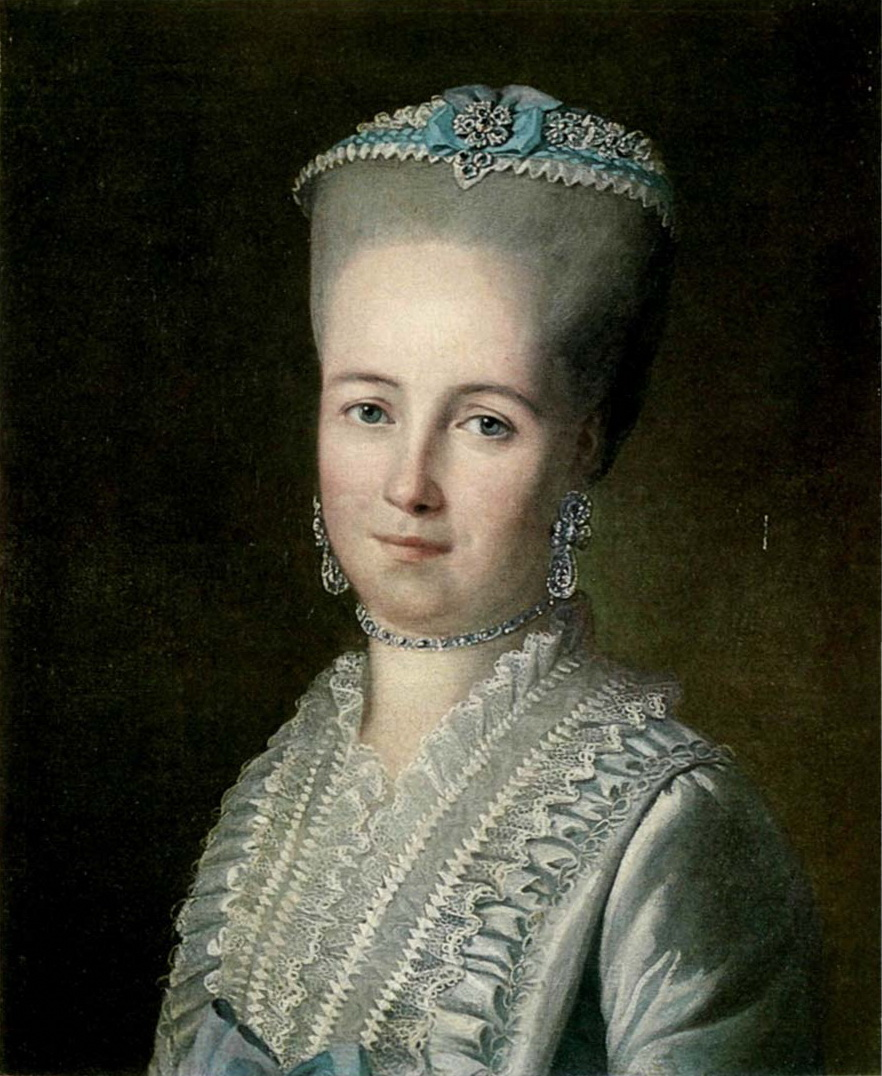
Regina Luise Christineck verh. Freedericksz, 1770er Jahre
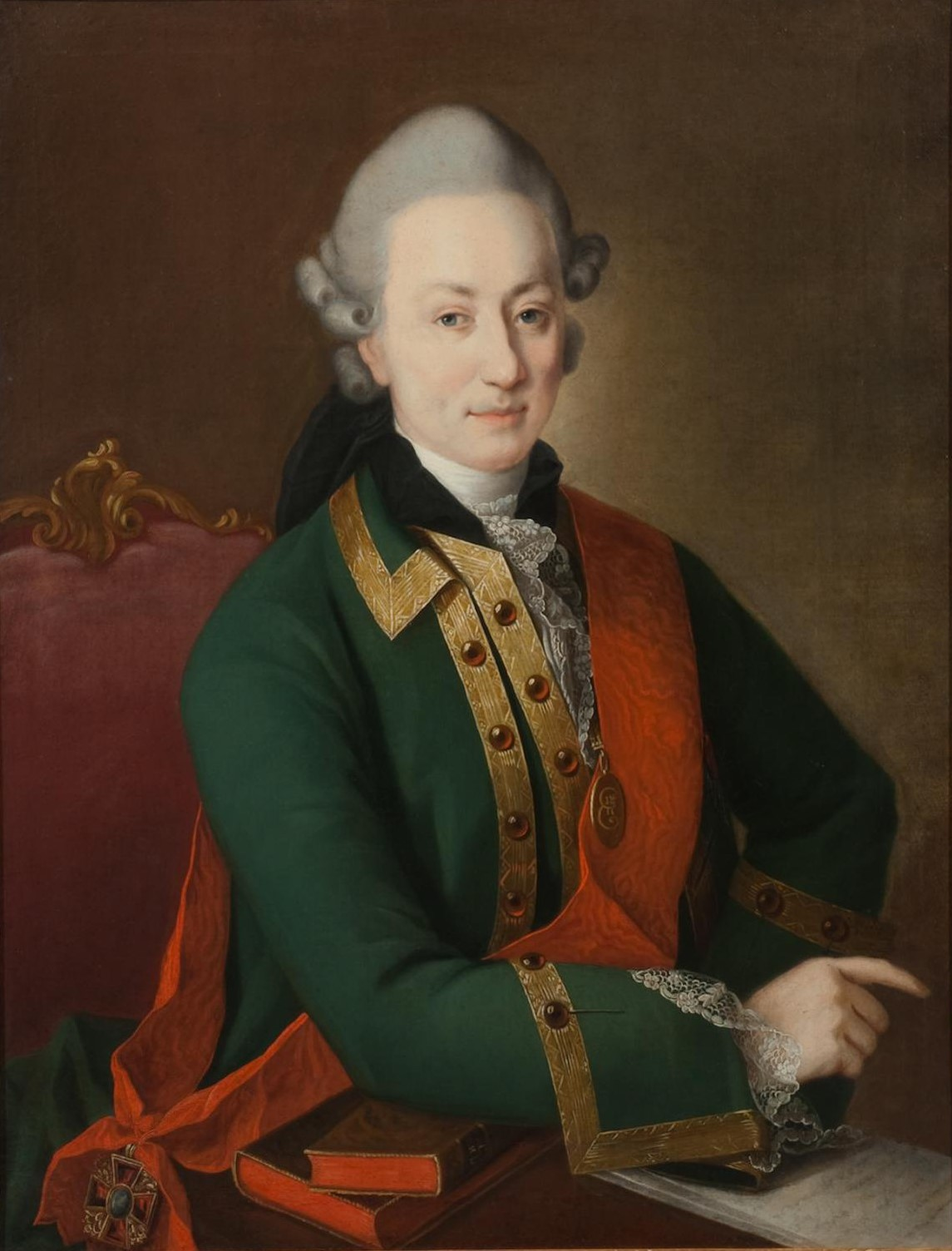
Fjodor Grigorjewitsch Orlow, 1770er Jahre
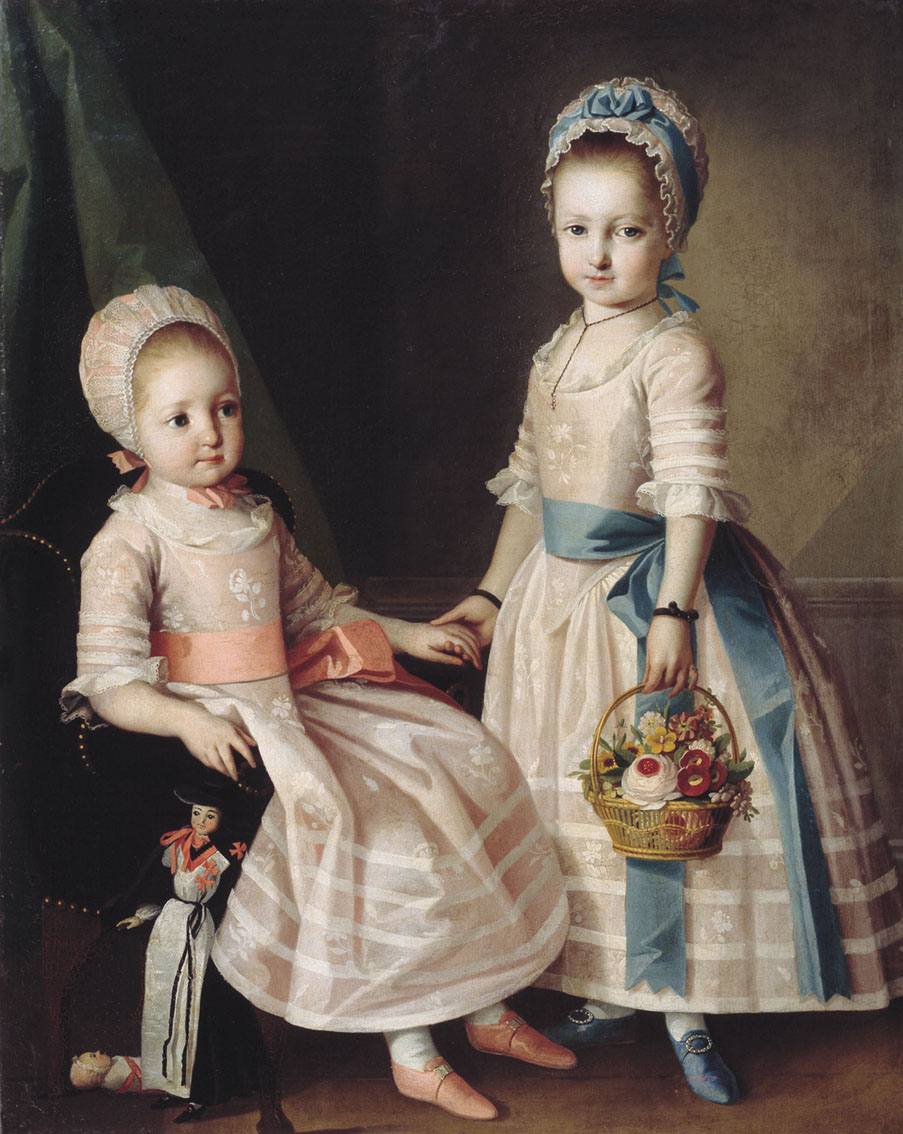
Zwei Schwestern, 1772
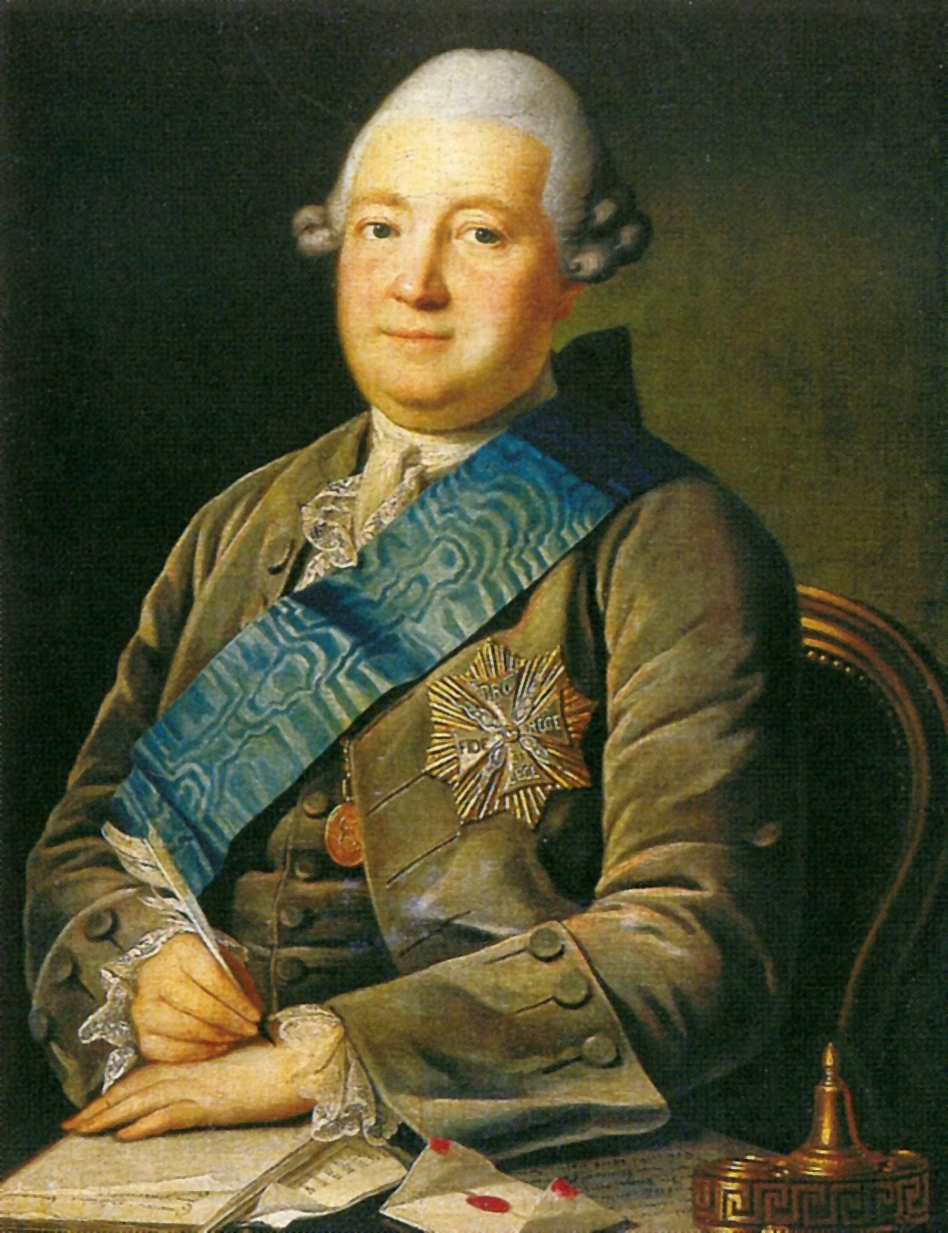
Adam Wassiljewitsch Olsufjew, 1773
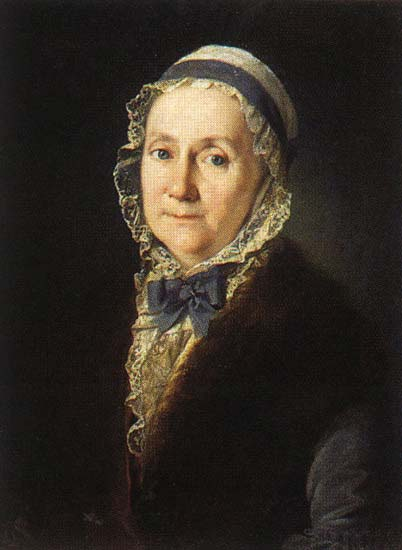
Theresa Iwanowna Schnee, Urgroßmutter des Schriftstellers Nikolai Gretch, 1777
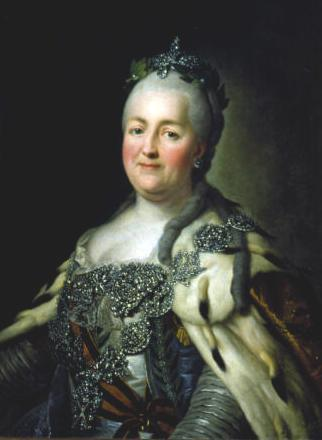
Kaiserin Katharina II. nach Alexander Roslin und Fjodor Rokotow, 1780
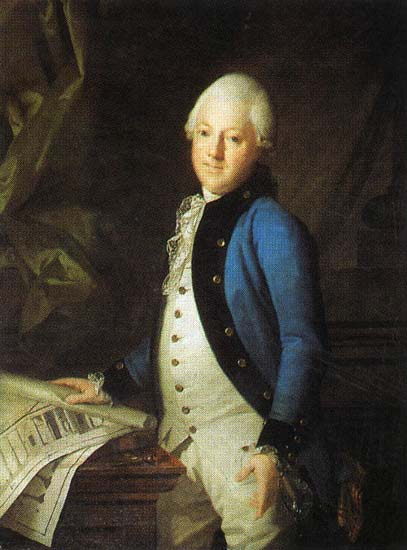
Georg Friedrich Veldten, Hofarchitekt der russischen Kaiserin Katharina II., 1786
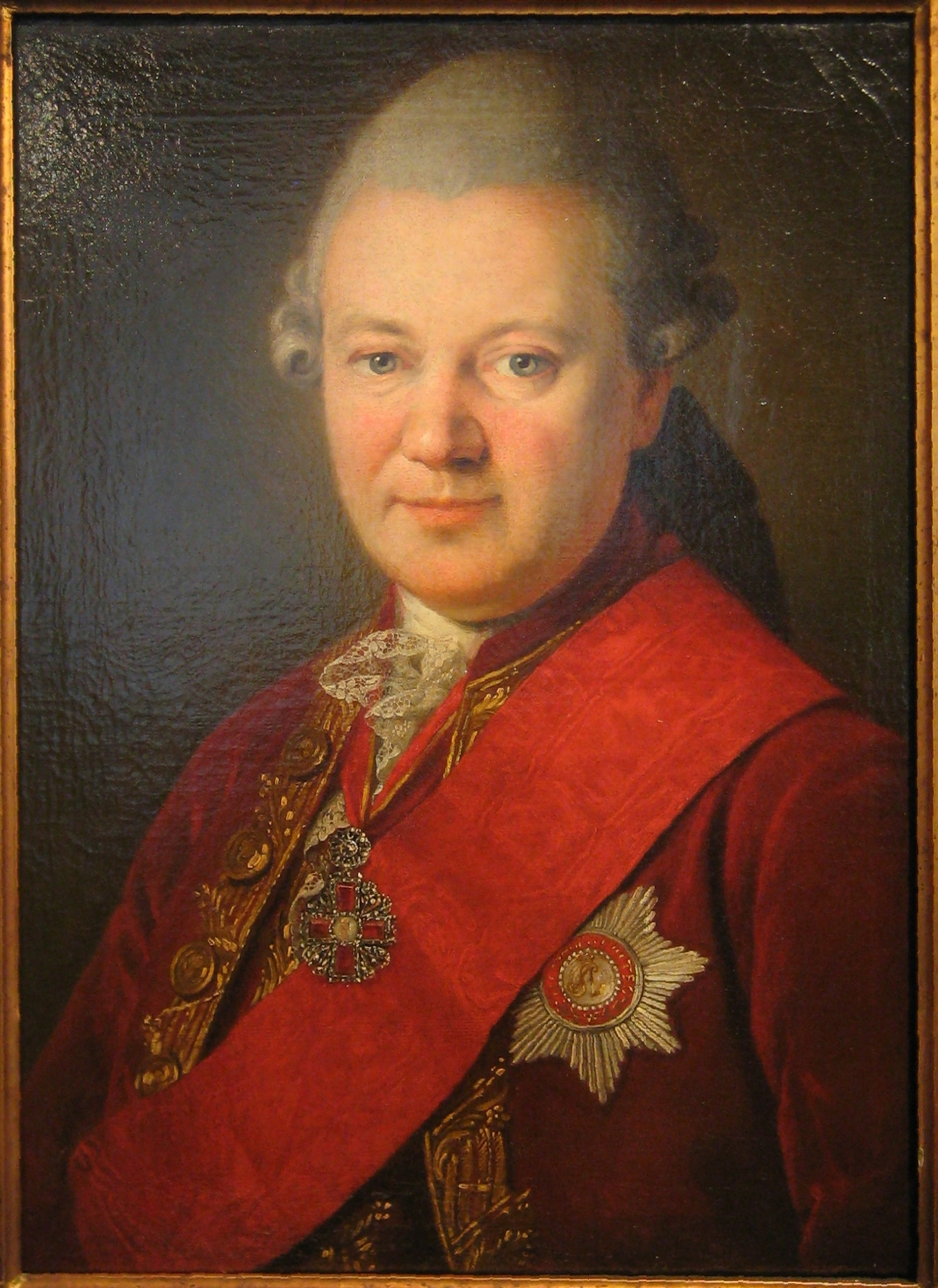
Iwan Iwanowitsch Koslow (russisch Иван Иванович Козлов), 1788

## Anmerkung und Einzelnachweise
1. ↑  Im Russischen werden für Carl Ludwig Johann Christineck als Vor- und Vatersname auch Loggin Sacharowitsch (russisch Логгин Захарович) angegeben. Da für die Vornamen Sachar und Sacharija die deutsche Entsprechung Zacharias ist (den auch der Bruder erhalten hat), wird der Name des Vaters Zacharias Christineck gewesen sein.
2. ↑  ЖИ́ВОПИСЬ (Malerei). In: Большая российская энциклопедия (Große Russische Enzyklopädie). Archiviert vom Original (nicht mehr online verfügbar) am 3. März 2022; abgerufen am 24. Januar 2022.  Info: Der Archivlink wurde automatisch eingesetzt und noch nicht geprüft. Bitte prüfe Original- und Archivlink gemäß Anleitung und entferne dann diesen Hinweis.
3. 1 2 3 4  Христинек Карл Людвиг (Christineck Carl Ludwig). artcyclopedia.ru, abgerufen am 24. Januar 2022.
4. ↑  Karl Heinrich von Heineken: Dictionnaire des artistes, dont nous avons des estampes: Tome Quatrieme, Contenant Les Lettres Cec - Diz. Breitkopf, Leipzig 1790, S. 104 (733 S., Internet Archive). Heineken schreibt den deutschen Namen Christineck korrekt, gibt aber keine Vornamen an.
5. ↑  Darren R. Flower: Bioinformatics for Vaccinology. John Wiley & Sons, Ltd, Chichester, UK 2008, ISBN 978-0-470-69983-6, S. 19 f., doi:10.1002/9780470699836.
6. ↑  РБС/ВТ/Христинек, Логгин. In: Викитекa (Wikithek). Abgerufen am 24. Januar 2022.
7. ↑  Karl Ludwig Christineck, Erik-Amburger-Datenbank, Ausländer im vorrevolutionären Russland. Leibniz-Institut für Ost- und Südost-Europaforschung, abgerufen am 24. Januar 2022.
8. ↑  Karl Nikolaus Christineck, ebenda
9. ↑  Johann Christineck, ebenda
10. ↑  Johann Friedrich Christineck, ebenda
11. ↑  Regina Luise Christinegg, ebenda
12. ↑  Johann Zacharias Christineck, ebenda